# طواف ليموزين 2021
طواف ليموزين 2021 (بالفرنسية: Tour du Limousin-Périgord en Nouvelle-Aquitaine 2021)‏ هو سباق دراجات هوائية، وهو الموسم رقم 54 من طواف ليموزين، وأقيم خلال الفترة 17 أغسطس 2021، وحتى 20 أغسطس 2021، وهو أحد سباقات طواف أوروبا للدراجات 2021.
فاز بالمركز الأول وارن بارجويل، وبالمركز الثاني Franck Bonnamour ‏، وبالمركز الثالث بيير لوك بيريشون، وفاز Romain Cardis ‏ في ترتيب النقاط، وكان الفائز حسب النقاط للشباب Urko Berrade ‏، وكان الفائز في تصنيف الجبال Davide Bais ‏، وفاز إف دي جي في ترتيب الفرق.

## الفرق
| فرق عالمية (3)- AG2R Citroën Team - Cofidis - Groupama-FDJ فرق برو (14)- Alpecin-Fenix - 2021 بي آند بي هوتيلز ‏ - Bardiani CSF Faizanè - بنجوال دبليو بي 2021 ‏ - كاجا رورال-سيغوروس 2021 ‏ - ديلكو 2021 ‏ - فريق إيولو كوميت لركوب الدراجات 2021 ‏ - أوسكالتيل أوسكادي 2021 ‏ - غازبروم روسفيلو 2021 ‏ - كيرن فارما 2021 ‏ - Arkéa-Samsic - نوفو نورديسك 2021 ‏ - 2021 ويلير تريستينا-سيل إيطاليا ‏ - TotalEnergies فرق قارية (2)- إس تي ميشيل-أوبير 93 2021 ‏ - Van Rysel–Roubaix ‏ |  |
| |  |

## المراحل
| قائمة المراحل | قائمة المراحل | قائمة المراحل                | قائمة المراحل | قائمة المراحل | قائمة المراحل   | قائمة المراحل  |
| المرحلة       | التاريخ       | الدورة                       |               | المسافة (كم)  | الفائز بالمرحلة | القائد العام   |
| ------------- | ------------- | ---------------------------- | ------------- | ------------- | --------------- | -------------- |
| مرحلة 1       | 17 أغسطس      | إيزل (فرنسا) – Sainte-Feyre ‏ | مرحلة جبلية   | 183٫3         | كريستوف لابورت  | كريستوف لابورت |
| مرحلة 2       | 18 أغسطس      | Agonac ‏ – Payzac ‏            | مرحلة جبلية   | 172           | Dorian Godon ‏   | Dorian Godon ‏  |
| مرحلة 3       | 19 أغسطس      | Bugeat ‏ – Lubersac ‏          | مرحلة جبلية   | 184٫2         | بيترو فيلاسكو   | Dorian Godon ‏  |
| مرحلة 4       | 20 سبتمبر     | Sauviat-sur-Vige ‏ – ليموج    | مرحلة جبلية   | 169٫7         | Erik Fetter ‏    | وارن بارجويل   |

## النتيجة
| المرحلة   |              | الفائز _       | التصنيف العام _ |
| --------- | ------------ | -------------- | --------------- |
| المرحلة 1 | مرحلة التلال | كريستوف لابورت | كريستوف لابورت  |
| المرحلة 2 | مرحلة التلال | Dorian Godon ‏  | Dorian Godon ‏   |
| المرحلة 3 | مرحلة التلال | بيترو فيلاسكو  | Dorian Godon ‏   |
| المرحلة 4 | مرحلة التلال | Erik Fetter ‏   | وارن بارجويل    |
| النهائي   | النهائي      |                | وارن بارجويل    |

## التصنيف العام النهائي
| التصنيف العام | التصنيف العام      | التصنيف العام | التصنيف العام        | التصنيف العام  |  |
| العداء        | العداء             | البلد         | الفريق               | الوقت          |  |
| ------------- | ------------------ | ------------- | -------------------- | -------------- |  |
| 1             | وارن بارجويل       | فرنسا         | اركيا سامسيك         | 17 س 00 د 35 ث |  |
| 2             | Franck Bonnamour ‏  | فرنسا         | B&B Hotels p/b KTM   | + 0 ث          |  |
| 3             | بيير لوك بيريشون   | فرنسا         | Cofidis              | + 6 ث          |  |
| 4             | سيباستيان رايشنباخ | سويسرا        | Groupama-FDJ         | + 6 ث          |  |
| 5             | Urko Berrade ‏      | إسبانيا       | Equipo Kern Pharma   | + 6 ث          |  |
| 6             | بيترو فيلاسكو      | إيطاليا       | Gazprom-RusVelo      | + 16 ث         |  |
| 7             | Davide Gabburo ‏    | إيطاليا       | Bardiani CSF Faizanè | + 36 ث         |  |
| 8             | Antonio Angulo ‏    | إسبانيا       | Euskaltel-Euskadi    | + 37 ث         |  |
| 9             | خوسيه مانويل دياز  | إسبانيا       | Delko                | + 38 ث         |  |
| 10            | فينتشنزو ألبانيز   | إيطاليا       | Eolo-Kometa          | + 45 ث         |  |